# Руиси
Руиси (груз. რუისი) — село в Грузии, в Карельском муниципалитете края Шида-Картли.

## Расположение
Расположено на картлийской равнине, на левом берегу реки Куры, на высоте 670 м над уровнем моря. Отдалёно на 7 километров от города Карели.

## История
Руиси известен в истории Грузии как место коронации царя Георгия II в 1055 году и как одно из двух мест расположения Руис-Урбнисского церковного совета, созванного царём Давидом IV Строителем в 1103 году. Руиси был резиденцией грузинского православного епископа Леонтия Мровели, которому приписывают составление летописей «Картлис цховреба» в XI веке.

## Население
По результатам официальной переписи населения 2014 года в Руиси проживало 5139 человек (2588 мужчин и 2551 женщин).
| Год  | Численность |
| ---- | ----------- |
| 2002 | 6032        |
| 2014 | ▼ 5139      |

## Достопримечательности
В селе ранее была крупная библиотека, где хранилось множество рукописей. Также село богато религиозными архитектурными памятниками, из которых одним из значимейших является Руисский собор Божией Матери. На территории села также расположены:
- Большая церковь Божией Матери
- Малая церковь Божией Матери
- Церковь святого Деметрия
- Церковь святой Марии
- Воскресенская церковь
- Церковь Квирикецминда

## Инфраструктура
В селе функционирует 3 публичных школ с 12 классным обучением.